# Claude Marcil
Claude Marcil (Chibougamau, 29 maggio 1963) è un ex schermidore canadese.

## Biografia
Ha partecipato ai Giochi della XXIII Olimpiade di Los Angeles nel 1984.

## Palmarès
In carriera ha conseguito i seguenti risultati:
- Giochi Panamericani:

Caracas 1983: bronzo nella sciabola a squadre.